# Matsumurana facialis
Matsumurana facialis är en insektsart som beskrevs av William Lucas Distant 1917. Matsumurana facialis ingår i släktet Matsumurana och familjen dvärgstritar. Inga underarter finns listade i Catalogue of Life.